# Zentrum für Strategie- und Technologieanalyse
Das Zentrum für Strategie- und Technologieanalyse (russisch Центр анализа стратегий и технологий / Zentr analisa strategi i technologi, wiss. Transliteration Centr analiza strategij i technologij; Abk. ZAST (russisch ЦАСТ, wiss. Transliteration CAST); englisch Centre for Analysis of Strategies and Technologies) ist eine russische Denkfabrik. Die regierungsunabhängige Forschungsinstitution wurde 1997 von Absolventen des Staatlichen Moskauer Instituts für Internationale Beziehungen gegründet und befasst sich ausschließlich mit Fragen des russischen militärisch-industriellen Komplexes und des Waffenexports sowie mit den Möglichkeiten internationaler Rüstungskooperation. Statistische Angaben und Bewertungen des Zentrums gehen nach Angaben einer SWP-Studie des Politikwissenschaftlers Hannes Adomeit sowohl auf offizielle Daten des Informationsnetzes des Militärisch-industriellen Komplexes als auch auf jene anderer Regierungsinstitutionen und ihrer Repräsentanten zurück. Des Weiteren werte das Zentrum Veröffentlichungen der Einrichtungen des MIK und Interviews mit den Direktoren von Rüstungsbetrieben aus. Unter anderem wird die englischsprachige Zeitschrift Moscow Defense Brief vom Zentrum herausgegeben.
Direktor des Zentrums ist der russische Verteidigungsanalyst Ruslan Puchow.